# Belo Horizonte Challenger 1985
Il Belo Horizonte Challenger 1985 è stato un torneo di tennis facente parte della categoria ATP Challenger Series nell'ambito dell'ATP Challenger Series 1985. Il torneo si è giocato a Belo Horizonte in Brasile dal 21 al 27 ottobre 1985 su campi in terra rossa.

## Vincitori

### Singolare
Thomas Muster ha battuto in finale  Carlos Di Laura con il punteggio di 6–1, 6–4

### Doppio
Massimo Cierro /  Julio Goes hanno battuto in finale  Givaldo Barbosa /  Ivan Kley con il punteggio di 6–3, 6–4